# Florencio Sevilla Arroyo
Florencio Sevilla Arroyo (Cuenca, 30 de marzo de 1956- Madrid,16 de diciembre de 2020), hispanista y catedrático de Filología Española en la Universidad Autónoma de Madrid.

## Biografía
Estudios en Cuenca y la Universidad Autónoma de Madrid.
En 1996, junto con su mentor, el también catedrático y experto en la obra cervantina, Antonio Rey, recopiló la primera colección de la obra completa de Miguel de Cervantes.
Sus artículos han sido publicados en revistas especializadas como Anales Cervantinos, el Cervantes: Bulletin of the Cervantes Society of America y el Anuario de Estudios Cervantinos.